# Cipriano Talavera y Patrón
Cipriano Talavera y Patrón (18??, Buenos Aires - 13 de junio de 1849, idem.) fue un cirujano y poeta argentino.

## Biografía
Opositor al régimen de Juan Manuel de Rosas, emigró a Montevideo en 1840 y se empleó como cirujano del ejército, donde le fue concedido el grado de sargento mayor.
En esa ciudad ofició además como secretario de la comisión directiva del Hospital de sangre que estaba integrada por Hilario Almeira, Fermin Ferreira y Ramon del Arca.
De acuerdo a Alfred Coester, en Montevideo, Talavera publicó un tomo de poesías en 1842 y posteriormente, en 1845 una obra poética, titulada "Armonías a la defensa de Montevideo".
Víctima de una enfermedad crónica, volvió a Buenos Aires en 1849, muriendo 4 días después de su llegada. En forma póstuma, su obra "Armonías a la defensa de Montevideo" fue publicada también en Argentina, en 1863.

## Obra
- Poesías (Montevideo, 1842)
- Armonías a la defensa de Montevideo (Montevideo, 1845)
- Armonías a la defensa de Montevideo (Buenos Aires, 1863)